# Bryconamericus novae
Bryconamericus novae é uma espécie de peixe da família dos caracídeos e da ordem dos caraciformes. Os machos podem alcançar 5,7 cm de comprimento.
Vivem em zonas de clima subtropical, na América do Sul, mais especificamente, na bacia do rio Tocantins, no Brasil.